# Деро (округ)
Округ Деро (ісп. Daireaux) — адміністративно-територіальна одиниця 2-ого рівня у провінції Буенос-Айрес в центральній Аргентині. Адміністративний центр округу — Деро (ісп. Daireaux).
Населення округу становить 16889 осіб (2010). Площа — 3820 кв. км.

## Історія
Округ заснований у 1910 році.

## Населення
У 2010 році населення становило 16889 осіб. З них чоловіків — 8402, жінок — 8487.

## Політика
Округ належить до 6-ого виборчого сектору провінції Буенос-Айрес.